# The 5th Dimension
The 5th Dimension — американская поп-соул-группа, образованная в 1965 году в Лос-Анджелесе, Калифорния; была лауреатом премий Грэмми (1968, 1970).

## История
Группа первоначально была сформирована под названием Versatilies тремя вокалистами из Сент-Луиса: Ламонт МакЛемор (Lamonte McLemore, род. 1939), Рон Таунсон (Ron Townson, 1933—2001) и Билли Дэвис (Billy Davis, род. 1940). Затем они перебрались каждый независимо от друга в Лос-Анджелес, где работали в разных музыкальных сферах. Вскоре здесь к ним присоединились две вокалистки: Мерилин МакКу (Marilyn McCoo, род. 1943) и Флоренс Ларю (Florence LaRue, род. 1944), которые были победительницами конкурсов красоты и учились в лос-анджелесских колледжах. Все участники — темнокожие американцы.
Вновь образованный коллектив записал демоверсию своего произведения, отправив её в компанию Motown Records. Продюсеры компании не приняли песню, но на неё обратил внимание певец Джонни Риверс, который искал талантливых музыкантов для раскрутки собственного лейбла Soul City. В 1966 году Риверс подписал контракт с группой, но потребовал смену имиджа и названия. Таким образом в Америке появилась новая поп-группа The 5th Dimension. В альбоме The Age of Aquarius 1969 года звучит переосмысление классического русского романса «Дорогой длинною», известное на Западе как «Those Were the Days».
В 1970 году Джонни Риверс продал свой лейбл компании Bell Records, который в ноябре 1974 года был реорганизован в новый лейбл Arista Records, с которым продолжила работу группа. До сих пор The 5th Dimension работает в стиле поп-соул и пользуется успехом у слушателей, помнящих «старые добрые времена».
Интересно, что в 1970 году группа временно потеряла многих своих чернокожих почитателей за то, что приняла участие в помпезном шоу перед президентом Никсоном в Белом доме, хотя была исполнена социально значимая песня The Declaration.
Группа была введена в Зал славы вокальных групп в 2002 году и получила свою звезду на Сент-Луисской «Аллее славы» в 2010 году.

## Дискография

### Альбомы
- Up, Up and Away (1967)
- The Magic Garden (1967)
- Stoned Soul Picnic (1968)
- The Age of Aquarius (1969)
- Portrait (1970)
- Live!! (1971)
- Love's Lines, Angles and Rhymes (1971)
- Individually & Collectively (1972)
- Living Together, Growing Together (1973)
- Soul & Inspiration (1974)
- Earthbound (1975)
- High on Sunshine (1978)
- Star Dancing (1978)
- In the House (1995)
- Respect - Live (1995)
- Live! Plus Other Rare Studio Recordings (2005)